# Figline di Prato
Figline è una frazione del comune di Prato e si trova a pochi chilometri a Nord-est del centro cittadino. Fa parte della circoscrizione nord.
Si trova in una valle tra il Monteferrato e i primi rilievi appenninici.
Il borgo si è sviluppato lungo il corso del torrente Bardena e la "via di Cantagallo"
verso Schignano.
Ospita il Museo della Deportazione, il Museo della Pieve di San Pietro e il Tabernacolo di Sant'Anna di Agnolo Gaddi.

## Storia
L'area risulta abitata fin da epoche remote, e sono stati trovati reperti ceramici dell'età del bronzo in località Fornaci oltre che reperti litici nella vicina località di Galceti.
La toponomastica locale presenta termini riferiti da vari autori a una derivazione etrusca (Bardena, Vella).

### Medioevo
L'abitato è comunque di origine medievale ed il suo sviluppo è probabilmente legato alla produzione di terrecotte. Le fornaci di Figline occupavano ai primi del Trecento ben sessanta persone circa.
Il borgo si sviluppò soprattutto nel XIII e XIV secolo, e dal 1183 è documentata la chiesa dedicata a San Pietro che si trova al suo centro, diventata in seguito chiesa parrocchiale (pieve).
La chiesa venne poi ampliata con l'aggiunta del transetto e del campanile a torre tra il XIII e il XIV secolo. L'interno conserva molti interessanti frammenti di una completa decorazione ad affresco, risalente prevalentemente alla seconda metà del XIV secolo.
Notevole il grande tabernacolo di Sant'Anna, attiguo alla chiesa, opera maestosa attribuita ad Agnolo Gaddi.
Il borgo, munito di mura, fece parte del distretto pratese e seguì le sorti della città nei lunghi conflitti con Pistoia. Nel 1329 fu assalito da parte di truppe di Pistoia e Montemurlo, che dettero alle fiamme l'abitato.

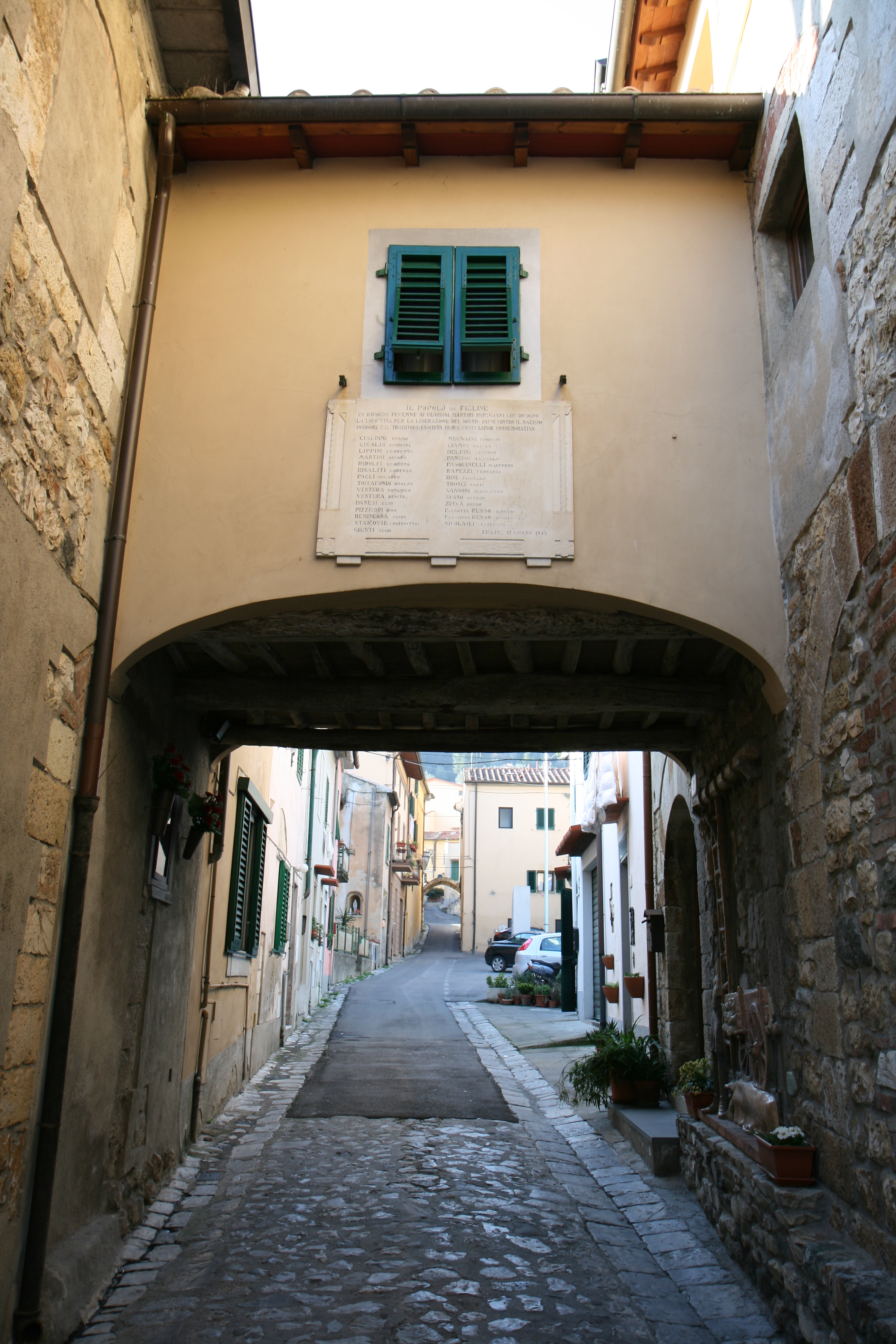
Una delle strade del centro storico con la lapide che ricorda i partigiani martiri

### Età moderna
Nei secoli scorsi la località era molto conosciuta per le sue due caratteristiche produzioni: i laterizi, prodotti nelle numerose fornaci che conobbero un forte sviluppo nel XVIII e XIX secolo e la pietra chiamata "verde di Prato", cavata poco distante dal centro abitato.
In realtà le cave di Figline producevano diversi tipi di materiali litici:
- il granitone, una durissima pietra (gabbro) utilizzata per produrre macine da mulino, nell'area sud-ovest del borgo, nei pressi del Rio delle Cave;
- il serpentino, (marmo verde di Prato) nell'area a nord-ovest, ed in particolare in località Pian di Gello che ospita le cave più antiche, anche se molte cave sono state aperte su tutte le pendici che guardano l'abitato[3];
- la pietra alberese, utilizzata anche per le murature a vista degli edifici più antichi del borgo, nell'area ad est.

### XX secolo
Durante la seconda guerra mondiale l'abitato di Figline fu teatro del tragico epilogo di uno degli episodi più importanti della Resistenza in Toscana. All'inizio del mese di settembre 1944 la formazione partigiana Bogardo Buricchi, attiva sul monte Javello, scende a valle per partecipare all'imminente liberazione di Prato, ma viene intercettata da reparti tedeschi. Dopo vari scontri, il 6 settembre, 31 partigiani vengono catturati, picchiati, sottoposti ad un processo sommario e giustiziati. Due partigiani riuscirono a fuggire. Un medico tuttavia riuscirà a raggiungere la città di Prato e comunicare al comando americano dell'esecuzione in corso. Il comando americano, temendo un eccidio di massa, attivò un bombardamento dissuasivo che dette la possibilità all'ultimo partigiano rimasto in vita di togliersi la corda dal collo, scendere dal patibolo e fuggire.
Le vittime furono 29. 
Un monumento in cemento e vetro posto a pochi metri dal luogo dell'eccidio contiene le corde usate per l'impiccagione ad imperitura memoria.
La zona è stata coinvolta dall'impetuoso sviluppo industriale e urbanistico pratese del XX secolo, riuscendo a conservare l'antico nucleo con struttura ed edifici medievali.

## Toponimo

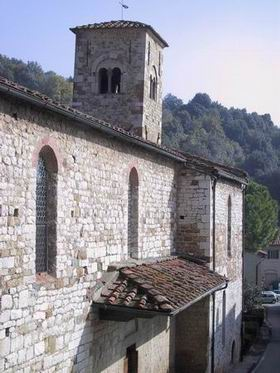
vista laterale della Pieve di San Pietro con il campanile

Figline deriva il suo nome (in comune con un'altra più importante località nel Valdarno superiore) dal latino "figalinae" (ceramiche, con evoluzione in "figuline" o "fegghine") che suggerisce quindi un luogo ove si lavorano argille per la fabbricazione di terrecotte e ceramiche.
Tale etimologia è confermata dal fatto che per secoli Figline è stata sede di fornaci, alcune ancora superstiti, anche se non più in funzione.